# Bulbophyllum glaucum
Bulbophyllum glaucum là một loài phong lan thuộc chi Bulbophyllum.